# Izolacja ekologiczna
Izolacja ekologiczna – bariera rozrodcza zapobiegająca kojarzeniom przez różny czas rozrodu bądź inne miejsce rozrodu.
Osobniki danego gatunku zazwyczaj mniej lub bardziej swobodnie krzyżują się ze sobą, tworząc wspólną pulę genową. Jednakże w przypadku różnych, nawet blisko spokrewnionych ze sobą gatunków przepływ genów podlega ograniczeniom, zwanym barierami rozrodczymi czy też mechanizmami izolacji. Dzięki nim pule genowe różnych od siebie gatunków zachowują odrębność. Wystąpienie większych lub mniejszych barier rozrodczych jest kluczowe w powstawaniu nowych gatunków.
Bariery rozrodcze podzielić można na:
- bariery zapobiegające kojarzeniu
  - izolacja ekologiczna
  - izolacja behawioralna
  - izolacja przez zwierzęta zapylające
- bariery prezygotyczne (zapobiegające powstaniu zygoty) występujące po kojarzeniu
  - bariera mechaniczna
  - różnice zachowań kopulacyjnych
  - izolacja gametyczna
- bariery postzygotyczne (powstają zygoty mieszańcowe, ale o obniżonym dostosowaniu)
  - zewnętrzne (stabilność ekologiczna, sterylność behawioralna)
  - wewnętrzne (zmniejszona żywotność mieszańców, sterylność mieszańców)[3].

Izolację ekologiczną zalicza się więc do barier zapobiegających kojarzeniu, obok izolacji behawioralnej związanej ze specyficznym systemem rozpoznawania partnera do rozrodu. W przeciwieństwie do niej izolacja ekologiczna polega na tym, że osobniki różnych gatunków zamieszkujących ten sam teren nie przystępują do wspólnego rozrodu, ponieważ rozród ten przebiega w innym czasie bądź w innym siedlisku. Izolacja ekologiczna dzieli się bowiem na izolację czasową i izolację środowiskową. Przyjmuje się, że specjacja sympatryczna, czyli zachodząca wśród populacji zasiedlających ten sam teren, ale izolowanych z innych przyczyn niż bariera geograficzna, jest rzadka.
W przypadku izolacji czasowej osobne gatunki przystępują do rozrodu w innym czasie, na przykład o innej porze roku bądź innej porze dnia. Zdarza się, że blisko spokrewnione owady różnych gatunków o innej porze roku osiągają dojrzałość płciową, w efekcie czego inną porą roku przystępują do przedłużania gatunku. Przykład stanowią amerykańskie świerszcze z gatunków Gryllus pensylvanicus i Gryllus veletis.
Izolacja siedliskowa polega natomiast na rozrodzie w innym siedlisku na tym samym obszarze. Izolacja tego typu występuje u pasożytów zasiedlających innych żywicieli. W przypadku owadów wystarczająca bariera utworzy się już wtedy, kiedy odrębne bliskie sobie gatunki zasiedlać będą inny gatunek roślin. Dzieje się tak w przypadku biedronek: Henosepilachna nipponica żyje na ostrożniu, natomiast Henosepilachna yasutomii żyje na Caulophyllum. Pomimo że biedronki te spotykane są na tym samych terenach w Japonii, zasiedlanie przez nie innych roślin uniemożliwia im krzyżowanie się ze sobą. Do specjacji dochodzić może w związku z wysokością nad poziomem morza. Proces taki wykryto na śródziemnomorskich wyspach. Heterogeniczność krajobrazu przekłada się na różnice w genotypach organizmów przedzielonych daną barierą. Zjawiska te bada landscape genetics.
Pomimo innego rozumienia gatunku pojęcie izolacji ekologicznej stosuje się także do bakterii. Przykładowo badania genetyczne planktonicznego Polynucleobacter wskazały na możliwość, że chodzi nie o pojedynczy gatunek, ale o grupę gatunków kryptycznych rozdzielonych barierą ekologiczną związaną z gradientem chemicznym.
Bariery ekologiczne mogą ulec przerwaniu. Dzieje się to w razie zaburzeń siedlisk zamieszkiwanych przez bliskie sobie organizmy. Niegdyś kosaćce z gatunku Iris fulva porastały zalewiska Luizjany, podczas gdy kosaćce Iris hexagona porastały bagna. Zmiany środowiskowe spowodowały później hybrydyzację pomiędzy tymi gatunkami.